# Son of M
A Son of M a Marvel House of M sorozatának 6 részes, egyenként 32 oldalas színes, 2005 decemberében kiadott folytatása volt, ami havonta jelent meg- főszerepben az erőitől megfosztott Higanyszállal. A történet a 616-os Földön játszódik, de előremutat más jövők felé.

## Háttér
Ikertestvére Wanda ideg-összeroppanását követően, hogy megmentse a lány életét Pietro ráveszi a valóság manipulálására. Létrehoznak egy olyan világot, ahol a mutánsok élnek többségben és apjuk, Magneto uralkodott felettük. Rozsomák azonban, akinek memóriája ellenállt Wanda varázslatának keresztülhúzta terveiket és a többi szuperképességű társát is felébreszti egy Layla Miller nevű lány segítségével. A feldühödött Magneto véres péppé verte a fiát, akit csak Wanda tudott visszahozni az életbe. Higanyszál mégis egyike lett a sok mutánsnak akik az ezt követő Decimation, vagyis a megtizedelés részeként elvesztették hatalmukat. Pietro vesztesége azonban ennél jóval nagyobb. Immár se apja, se nővére, se barátai.

## Rövid történet
Magneto fia küzd a hétköznapi emberi léttel, és reménytelenül kísérletezik, hogy kapcsolatba lépjen az Inhumans szuperfajával (ők egy Krí genetikai kísérlet eredményei, amiből felesége: Kristály is származott).
Belekeveredik egy mutáns-ellenes banda akciójába, ahogy épp likvidálnának egy mutánst akinek valamilyen organizmus nőtt a gyomrában. Pókember közbelép, akiben azonban még élnek a House of M hamis, de fájón hiányzó emlékei: feleség, gyermek, békés családi élet.
Pietro, hogy elmeneküljön leveti magát egy tetőről és súlyos gerincsérülést szenved. Kristály- aki már korábban is kereste férjét- ekkor érkezik meg Lockjaw, a földönkívüli buldog társaságában teleportálva. Látva Pietro sebeit Pókembert hibáztatja a balesetért. Az magyarázkodna, de Pietro magához tér és elmondja, hogy saját akaratából ugrott. Kristály elviszi őt, hogy családja orvosi ellátásban részesíthesse. A férfi körükben újra találkozhat lányával, a holdon született Lunával. Gyógyulását követően ráébred, képtelen egyszerű emberi életet élni és megkéri Black Bolt-ot (Blackagar Boltagon), hogy had vesse alá magát a természetes mutagén folyamatot generáló Terrigen Köd (Terrigen Mist) anyagnak, ami páraként lebeg a Terrigen Kristályok (Terrigen Crystals) felett. Pietro kérését megtagadják, mivel emberi mutáns származású, az anyaghoz pedig csak az Inhumans tagjai férnek hozzá, ők sem teljesen szabadon, így csökkentik az esélyt egy káros mutációra. A múltjukban már többször volt példa a Köd okozta visszataszító torzulásokra, gyakran nagyobb számban is, ami akkor megingatta civilizációjuk stabilitását.
Luna megmutat egy kommunikátort apjának, amin keresztül sokat megtud a Terrigen eljárás lényegéről és múltjáról. Pietro mindezek után mégis betör a Ködöt őrző barlangba (Terrigen Caves), kiüti az őrt és megfürdik a párolgó vízben, a fürdőnek látszólag nincs hatása, csalódottan visszatér a szobájába, ahol azonban saját maga öregebb verziója üdvözli.
Az öregebb Pietro elmagyarázza, hogy a Köd valóban felruházta különleges képességekkel- máris 14 napot ugrott előre az időben.. És hogy az időutazásnak káros hatása is volt, vessen csak egy alaposabb pillantást önmaga elgyötört külsejére. Azt is megtudja: mindig csak előre tud utazni és rövid szakaszokban mielőtt a visszaugrásra kényszerül.
Pietro saját öregebb énjével, Lunával és Lockjaw-val karöltve elkezd dolgozni a földi mutánsok erejének visszaállításán. Végül új képességeit használva megtölt egy tartályt az anyaggal és a lányát is kiteszi a mutagén hatásnak.
Első lépésként Genoshában akarja helyreállítani az ottani mutánsok állapotát. Először a morlock Callistóval találkoznak, akinek visszaadják a felfokozott érzékeit. Együtt indulnak további mutánsok keresésére, azonban elered az eső és Callisto úgy érzi, minden csepp tűszúrásként irritálja bőrét: az érzékei sokkal élesebbek lettek mint azelőtt. Míg Pietro egy másik mutánssal foglalatoskodik, Magneto lép hozzá Callistoval a karjában, aki kijelenti, hogy Higanyszál megmérgezte őt.
Pietro időutazó technikáját kihasználva leüti Magnetót. Úgy érzi végre egyenlített azért, mert apja valójában megölte őt a House of M alatt, és azért is, mert Magneto csak későn ismerte el a fiának.
Időközben kiderül, hogy Pietro megszökött némi Terrigen Kistály társaságában felesége családjától. Az Inhumans családjából Videmus, Pietro pártját fogja, szerinte az életmódjuk ebben a formában unalmas bár fényűző, de mentes minden kihívástól és ezért a fejlődéstől is. Csak a mutagén változások erősíthetik meg őket újra- mondja ő. Black Bolt hajthatatlan, büntetésképp eltiltja minden további mentális kapcsolattól más lények irányába.
Callistónál a kórházban erős DNS megváltoztató gyógyszer beszedését diagnosztizálják; Pietro otthagyja és új mutánsok felkutatására indul. Black Bolt a Fantasztikus Négyeshez fordul segítségért. Az Egyesült Államok kormánya szintén közbeavatkozik tartva egy mutáns "újjáéledés" lehetőségétől. Az Inhumans harcba száll a helyreállított képességű mutánsokkal, mikor megérkeznek Genoshába. A csata alatt Pietro megpróbál lelépni a megmaradt Terrigen Kristállyal, de lelövi az amerikai különleges erők egysége. Lockjaw elteleportál vele és Lunával, de elvesztik a mutagén anyagot, ami a kormányügynökök kezébe kerül.
A harc alatt Unos, az Érinthetetlen (Angelo Unuscione) Inhuman elveszti kontrollját az erőtere felett és meghal, bebizonyítva ezzel, hogy a Köd használata veszélyes mindenkire- különösen aki nem Inhuman. A jogos tulajdonosok beterjesztik igényüket a kristályokra, de az Egyesült Államok nem adja ki azokat. Erre Black Bolt hadat üzen az USA-nak és első lépésként elpusztítja a jelen levő helikoptereket.
Pietro, Luna, és Lockjaw Kaliforniába érkezik a teleportálás hatására, ahol Higanyszál elmondja: a történtek ellenére neki még mindig elég kristály áll a rendelkezésére, és persze itt van a lánya is, majd utasítja Lockjaw-t, hogy ébressze fel Lunában a Kristály hatását.
A Fantasztikus Négyes főhadiszállásán Reed tájékoztatja az Inhumans-t, hogy a mutánsok megint elvesztették hatalmukat, a hatás csak ideiglenes volt. A további kommunikáció a hadiállapot miatt megszakad.
Az utószóban Pietro hosszú időt tölt -a narrációban nem tisztázott napok, hetek vagy hónapok- a Ködben más táplálék híján annak erejét magába szívva. Olyan messze ment, hogy a kristályokat fizikálisan is elnyelte a saját testébe. Majd előreugrik az időben saját ereje határához és lángokban látja égni a földet. Az utcán sétálva úgy dönt, inkább ezt a harcos jövőt öleli keblére, megragad valakit az utca széléről és mutánssá teszi Terrigen kristályainak csillogása közepette.

## Gyűjteményes kiadása
- Decimation: Son Of M (puha kötésű, tartalma a Son of M #1-6), ISBN 0-7851-1970-1

## Külső hivatkozások
- SON OF M #1 Archiválva 2007. augusztus 23-i dátummal a Wayback Machine-ben
- SON OF M #3 Archiválva 2007. szeptember 26-i dátummal a Wayback Machine-ben
- SON OF M #4 Archiválva 2007. szeptember 29-i dátummal a Wayback Machine-ben
- SON OF M #5 Archiválva 2007. szeptember 29-i dátummal a Wayback Machine-ben
- SON OF M #6 Archiválva 2007. szeptember 26-i dátummal a Wayback Machine-ben